# Sfodri
Sfodri è un personaggio della mitologia greca, presente nelle Argonautiche di Apollonio Rodio.

## Mito
Cizico, giovanissimo sovrano dell'omonima città asiatica nella Propontide, aveva accolto gli Argonauti durante il loro viaggio con destinazione la Colchide. Gli eroi quindi ripartirono, durante una notte di luna nuova: una violenta tempesta sospinse però la nave di nuovo sulla costa della città che essi avevano appena lasciato. Il re, affacciatosi dal suo palazzo, scambiò gli Argonauti per pirati, e con le sue guardie personali, tra i quali c'era anche Sfodri, mosse in armi per assalirli; gli Argonauti da parte loro non riconobbero Cizico. Gli uni e gli altri erano stati ingannati dalle avverse condizioni del tempo, oltre che dalla mancata luminosità della luna: lo scontro fu dunque inevitabile, e terminò con l'uccisione di Cizico e delle sue guardie. Sfodri cadde per mano di Acasto.